# 柳博米爾·達維多維奇
柳博米尔·达维多维奇(塞爾維亞語拉丁字母：／塞尔维亚语西里尔字母：；1863年12月24日—1940年2月19日)塞尔维亚和南斯拉夫王国政治家。1912年，他成为独立激进党的领导人。1919年，他创立了民主党，从1919年直到1940年去世，他一直是该党的领导人。第一次世界大战结束，塞尔维亚人、克罗地亚人和斯洛文尼亚人王国成立，他两次出任南斯拉夫首相并组建政府(第一次在1919年，第二次在1924年），但维持时间比较短，第一次只有289天，第二次组建政府仅仅维持了163天。
1901年，他当选塞尔维亚议会议员。1904年他担任教育部长。1905年，他曾担任国民议会议长。1914-1917年他在尼古拉·帕西奇的内阁中担任教育部长，1918-1919年再次担任。他又在1920年担任内政部长。他于1909年-1914年担任贝尔格莱德市长。他也是民族自衛組織的积极成员和前任领导人。

## 生平

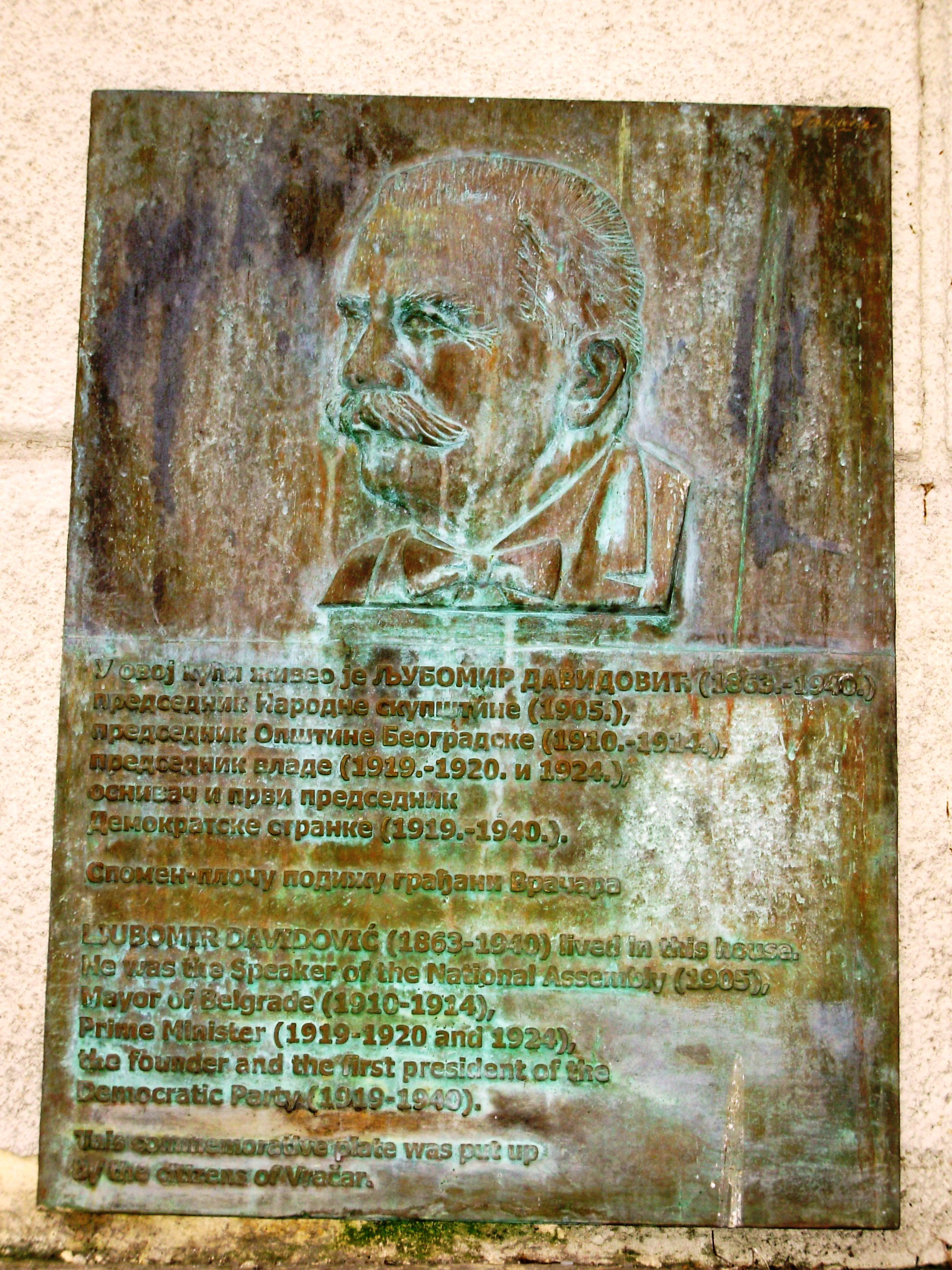
柳博米尔·达维多维奇故居里纪念他的木板

### 早年生活
达维多维奇生于斯马伊县的瓦拉契亚镇，他曾在贝尔格莱德受过教育。他毕业于塞尔维亚大学哲学系自然科学系，曾是塞尔维亚内部一所中学的一名高中教师。他甚至是当时的王储，后来的国王亚历山大一世的教师。尽管他强烈反对国王，尤其是从1929年开始直至他去世的独裁统治，但他一直与他保持良好的个人关系。

### 步入政坛
他曾参加人民激进党，并于1901年在该党占据重要的位置。1912年，他成为独立激进党的领导人（自1919年以来，他也是民主党的领导人）。他曾任教育部长（1904年），贝尔格莱德市总统（1909年），国民议会主席（1909年）和教育部长（1904年）。在塞尔维亚军队撤离期间，他负责在希腊科孚岛上收容和教育难民儿童。多亏了他，塞尔维亚的报纸也才在科孚岛出版。

### 第一次首相任期
塞尔维亚人、克罗地亚人和斯洛文尼亚人王国统一后，独立激进党与克罗地亚-塞尔维亚联盟，塞尔维亚进步党，自由党以及斯洛文尼亚，波斯尼亚和黑塞哥维那，马其顿和黑山的团体团结在一起，组成了民主党。他被选举为委员会主席兼塞尔维亚人、克罗地亚人和斯洛文尼亚人王国首相，任期从1919年8月16日到1920年2月19日。除了他的政党外，达维多维奇的政府还得到了维托米尔·考拉克的社会民主党的支持。社会民主党政府提倡社会改革（包括土地改革）和中央集权国家制度。
与激进党不同，激进党是设在塞族人口稠密地区的同質性民族主义政党，而民主党不是民族主义政党。塞尔维亚独立激进党聚集在达维多维奇周围，普雷扬杰地区的民主党聚集在斯韦托扎尔周围。与愿意与克罗地亚政治家达成协议的达维多维奇不同，激进党的普里比切维奇坚决地实行中央集权制。尽管他们之间存在所有分歧，但民主党和激进党成功通过了维多夫丹宪法。

### 第二次首相任期
他于1924年7月27日第二次担任首相，直到1924年11月6日仍保持这一职位。他与斯洛文尼亚人民党、南斯拉夫穆斯林组织和以纳斯塔斯·彼得罗维奇为代表一群激进的持不同政见者组成执政联盟。土地党支持政府，但没有加入政府。在第二任期中，达维多维奇试图与斯捷潘·拉迪奇和最强大的克罗地亚政党克罗地亚农民党达成关于国家权力下放和克罗地亚自治的协议。因此，一部分人聚集在与民主党分离的斯韦托扎尔·普里比切维奇周围，后者成立了独立民主党，该党主要成员为塞族人。

### 卸任后的生活及逝世
1929年1月6日军事政变后，亞歷山大一世建立獨裁統治，他是所谓的统一反对派的领导人之一。他支持该国議會的恢复，反对国王的独裁。
从1919年民主党成立到1940年去世，他一直是民主党主席。他逝世后，米兰·格罗尔了继任民主党主席一职。
1940年2月19日，达维多维奇在贝尔格莱德去世，享年76岁。死后葬于贝尔格莱德的新公墓。

## 个人生活
柳博米尔·达维多维奇的父亲是东正教牧师米兰·达维多维奇。柳博米尔·达维多维奇有一个独生子——米奥德拉格·达维多维奇，他在第一次世界大战的马其顿战役中阵亡。